# كريبانط بحري
كريبانط بحري (الاسم العلمي: Cryptanthus maritimus) هو نوع من النباتات يتبع جنس الكريبانط من الفصيلة البروميلية.